# Aufferville
Aufferville ist eine französische Gemeinde im Département Seine-et-Marne in der Île-de-France. Sie gehört zum Kanton Nemours im Arrondissement Fontainebleau.
Die Einwohner werden Auffervillois genannt.

## Geographie
Die Gemeinde grenzt im Nordwesten an Garentreville, im Norden an Chevrainvilliers, im Nordosten an Châtenoy, im Osten an Faÿ-lès-Nemours und Bougligny, im Südosten an Maisoncelles-en-Gâtinais, im Süden an Mondreville (Berührungspunkt), im Südwesten an Arville und im Westen an Ichy und Obsonville.

## Bevölkerungsentwicklung
| Jahr      | 1962 | 1968 | 1975 | 1982 | 1990 | 1999 | 2005 | 2014 |
| --------- | ---- | ---- | ---- | ---- | ---- | ---- | ---- | ---- |
| Einwohner | 451  | 423  | 393  | 372  | 389  | 449  | 498  | 529  |

## Sehenswürdigkeiten
- Kirche Saint-Martin, Monument historique

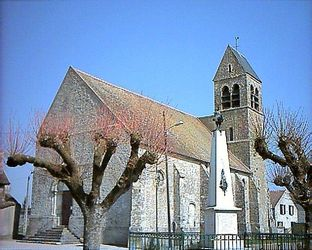
Kirche Saint-Martin